# Battlecross
A Battlecross egy thrash/melodikus death metal együttes a michigani Cantonból. 2003-ban alakultak meg. Lemezeiket a Metal Blade kiadó jelenteti meg.

## Tagok
- Tony Asta - gitár (2003-)
- Hiran Deraniyagala - gitár (2003-)
- on Slater - basszusgitár (2008-)
- Kyle Gunther - éneklés (2010-)
- Brian Zink - dobok (2015-)

## Diszkográfia/Stúdióalbumok
- Push Pull Destroy (2010)
- Pursuit of Honor (2011)
- War of Will (2013)
- Rise to Power (2015)

## Egyéb kiadványok
- Demo (2005)